# جيورجي زوتوف
جيورجي زوتوف (بالروسية: Зотов, Георгий Андреевич)‏ (12 يناير 1990 بنوفوسيبيرسك في روسيا - ) هو لاعب كرة قدم روسي في مركز الوسط. لعب مع أنجي محج قلعة وميتالورغ دونيتسك ونادي كوبان كراسنودار وسليوت بيلغورود ‏ وميتالورج كوزباس نوفوكوزنتسك وFC Kazanka Moscow ‏.

## وصلات خارجية
- جيورجي زوتوف على موقع اتحاد أوكرانيا (الإنجليزية)
- جيورجي زوتوف على موقع قاعدة بيانات كرة القدم.إي يو (الإنجليزية)
- جيورجي زوتوف على موقع Soccerway.com (الإنجليزية)
- جيورجي زوتوف على موقع عالم كرة القدم.نت (الإنجليزية)